# عدن مسقل (حبيش)

تعديل مصدري - تعديل

عدن مسقل هي إحدى قرى عزلة نقيل العقاب بمديرية حبيش التابعة لمحافظة إب، بلغ تعداد سكانها 1263 نسمة حسب تعداد اليمن لعام 2004.